# Eustephia
Eustephia, rod južnoameričkog bilja iz porodice zvanikovki smješten u tribus Eustephieae. Postoji šest priznatih vrsta, od kojih su pet peruanski endemi, a jedna je iz Bolivije i Perua, i sve su lukovičasti geofiti.
Sestrinski je rod s vrstama rod Chlidanthus, Hieronymiella i Pyrolirion s mkojima čini tribus Eustephieae. Većina vrsta raste na velikim nadmorskim visinama suptropskih šuma južnog Perua. Odlikuju se cjevastim cvjetovima ružičaste do crvene boje, i donekle nalikuju cvjetovima fedranasa (Phaedranassa). Lukovice rastu preko ljeta, dok zimi miruju.

## Vrste
1. Eustephia armifera J.F.Macbr.
2. Eustephia coccinea Cav.
3. Eustephia darwinii Vargas
4. Eustephia hugoei Vargas
5. Eustephia kawidei Vargas
6. Eustephia longibracteata Vargas